# Bullandö
Bullandö ist eine Ortschaft (Småort) und eine Halbinsel auf der Insel Värmdö in der Gemeinde Värmdö in Uppland. Sie befindet sich im zentralen Teil des Stockholmer Schärengarten.
Der Hof Bullandö wird im 16. Jahrhundert erwähnt. Er wurde von den Russen 1719 niedergebrannt, aber wieder aufgebaut. Im Nordosten wurde später ein größeres Sommerhaus gebaut. In den 1970er Jahren wurden etwa 100 Baugrundstücke abgetrennt, die meisten für Stugor. Um 2000 wurde zentral das Feriendorf „Seglarbyn“ angelegt. Einige ehemalige Ferienhäuser werden als Wohnsitz genutzt.
Bullandö Marina, ist eine von den größten um Stockholm. Hier gibt es mehrere Bootsserviceunternehmen sowie ein Restaurant und Läden, die im Sommer geöffnet haben.
Stockholm ist etwa 40 Kilometer entfernt. SL-Bus 440 hält vor der Marina.

## Weblinks

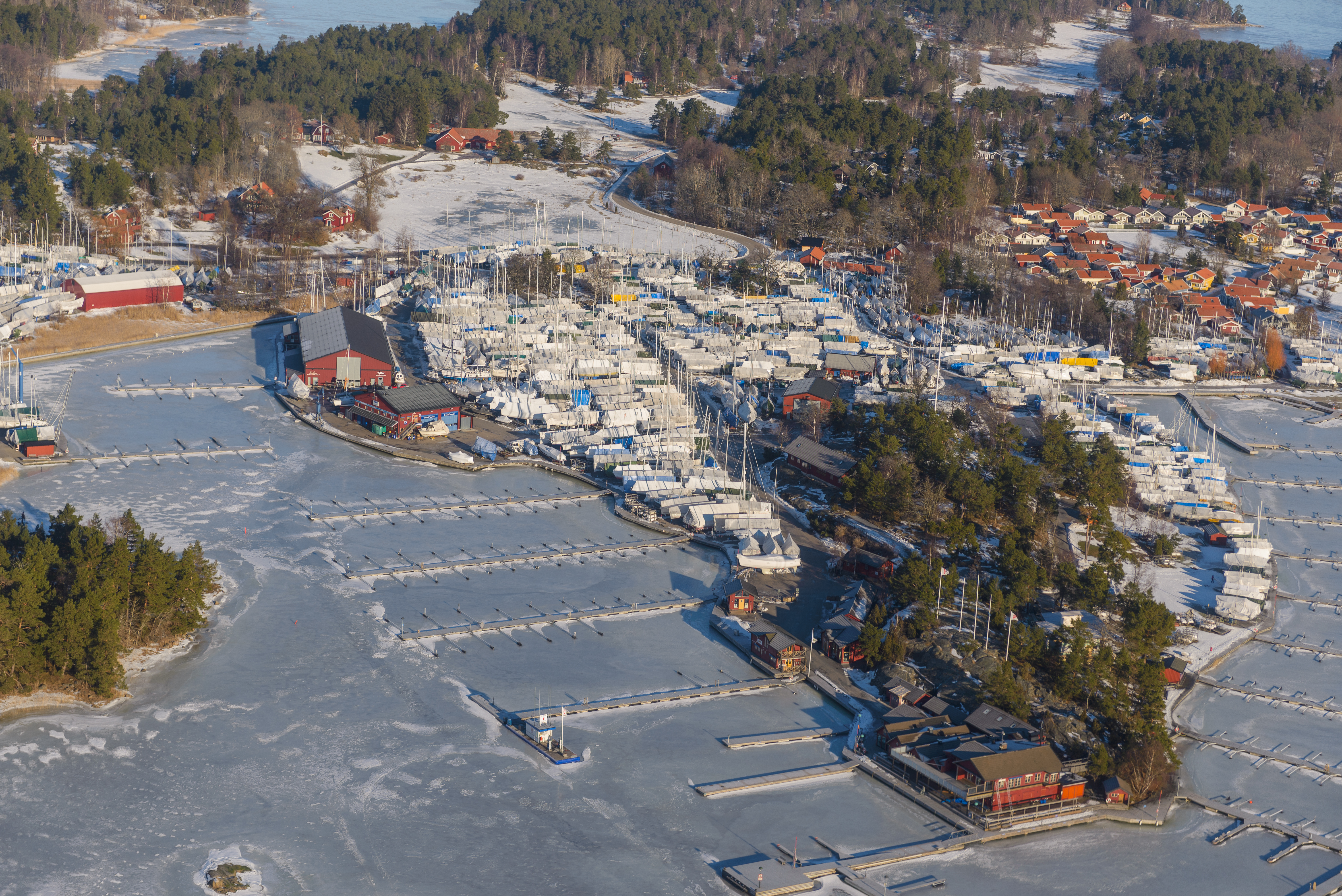
Bullandö Marina im Winter, rechts Seglarbyn